# الیدامی (کاهتا)
الیدامی، کهتا (به لاتین: Alidamı, Kahta) یک منطقهٔ مسکونی در ترکیه است که در استان آدیامان واقع شده‌است.